# Акулов, Александр Иванович
Алекса́ндр Ива́нович Аку́лов (19.03.1926 — 28.12.2014) — советский и российский учёный, доктор технических наук, профессор, лауреат Ленинской премии, заслуженный деятель науки и техники РСФСР, почётный работник высшего профессионального образования РФ.

## Биография
Родился в селе Хрущево Ленинского районаТульской области. Окончил МВТУ им. Баумана (1949) по специальности «Оборудование и технология сварочного производства». Окончил аспирантуру МВТУ и защитил кандидатскую диссертацию в 1953 году. В 1964 году защитил докторскую диссертацию на тему « Сварка труб из высоколегированных коррозионно-стойких сталей».
С 1949 года на научной и преподавательской работе в МВТУ, доцент (1957), профессор (1965).В 1965—1975 профессор кафедры «Машины и автоматизация сварочных процессов». В 1964—1971 декан факультета автоматизации и механизации производства МВТУ им. Баумана.
В 1970—1973 г., по заданию ЮНЕСКО, был руководителем проекта в Индии по организации головного Института технологии машиностроения и его филиалов.
С декабря 1975 по весну 1981 года — ректор Завода-втуза при ЗИЛе (МАСИ, МГИУ). В 1981—1992 заведующий кафедрой «Оборудование и технология сварочного производства» МГИУ. С 1992 года профессор кафедры «Оборудование и технология сварочного производства».
Из интервью Александра Ивановича Акулова корреспонденту приложения «Альма-матер» к газете «Московский Автозаводец» в мае 2009 года (№ 2(26)) :
« … Я продолжаю профессорскую работу, читаю лекции и провожу практические занятия и лабораторные работы по дисциплине „Технология и оборудование сварки плавлением и термической резки“. Также руковожу курсовыми и дипломными проектами, являюсь членом диссертационных советов. Конечно, стараюсь преподносить студентам учебный материал так, чтобы им было понятно и интересно. В студенте, прежде всего, нужно видеть человека, относиться к нему уважительно, только на „Вы“ и стараться помочь ему усвоить материал».
Александр Иванович Акулов умер 28 декабря 2014 года в Москве. Похоронен на Даниловском кладбище.

## Научная деятельность

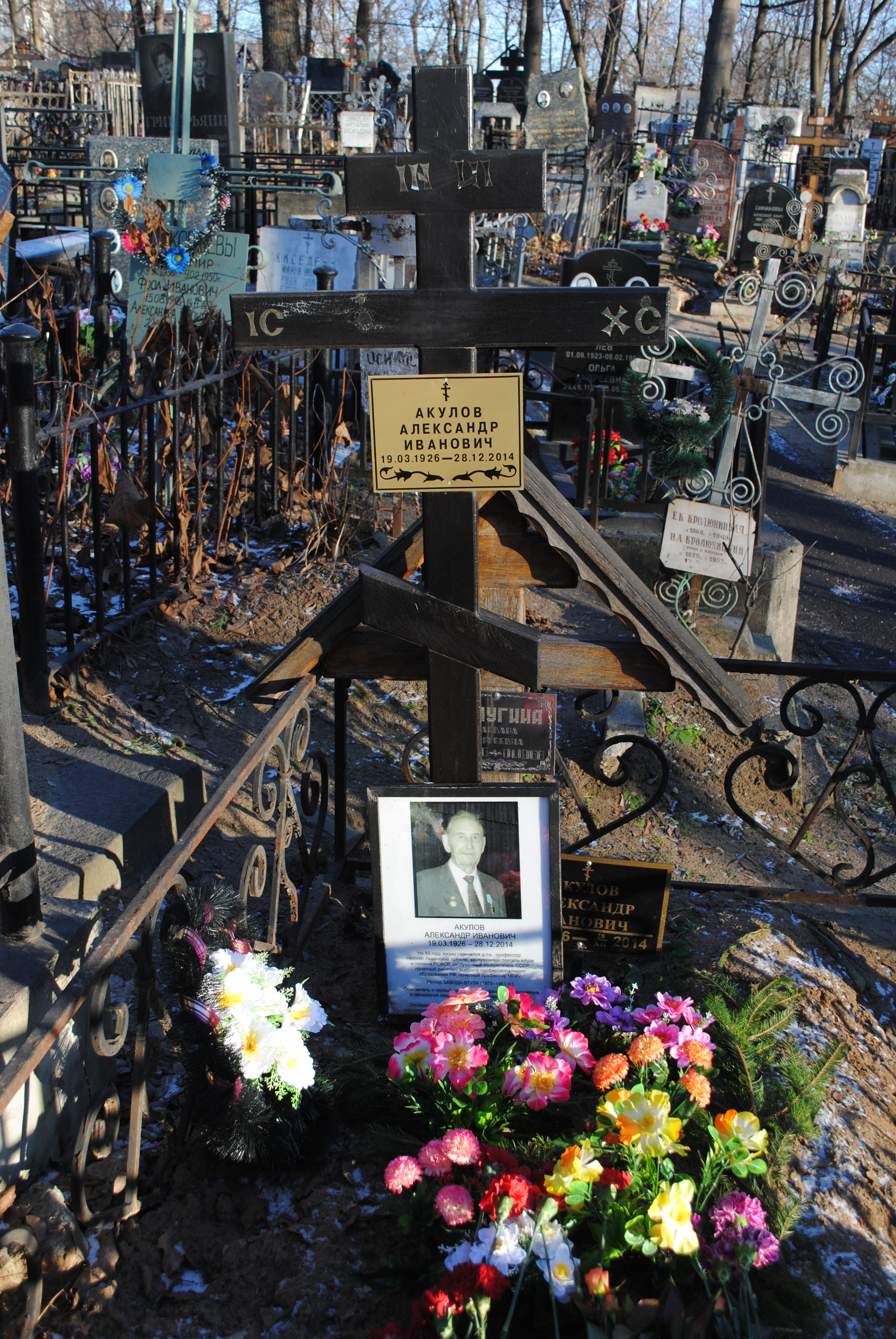
Захоронение А. И. Акулова на Центральном Даниловском кладбище г. Москвы. 2015 г.

Под его руководством подготовлено 35 кандидатских диссертаций и при содействии 6 докторских.
Научная деятельность Александра Ивановича была связана с исследованием физических и металлургических процессов в зоне сварочной дуги и ванны, разработкой оборудования и технологии сварки трубопроводов и других объектов из углеродистых и высоколегированных сталей для атомной энергетики и нефтехимического производства. Участвовал в разработке способа автоматической и механизированной (полуавтоматической) сварки плавящимся электродом в углекислом газе (MAG), за что стал лауреатом Ленинской премии, в составе ученных ЦНИИТМАШа.
Имеет более 260 научных работ, в том числе учебники для высшей школы и справочники, среди них:
- А. И. Акулов, Бельчук Г. А., Демянцевич В. П. Технология и оборудование сварки плавлением. Учебник для студентов ВУЗов. М.:Машиностроение, 1977 (а также автор и гл.редактор издания в 2003 г.)
- Сварка в машиностроении: справочник в 4-х томах (член редакционной коллегии, редактор 2 тома и автор статей)
- Сварка. Резка. Контроль : справочник в 2-х томах — М.: Машиностроение, 2004 (автор статей)

## Награды и премии
- Ленинская премия (1963) — за участие в разработке и внедрении в промышленность нового процесса автоматической и механизированной (полуавтоматической) сварки в углекислом газе плавящимся электродом
- Медаль «За доблестный труд. В ознаменование 100-летия со дня рождения Владимира Ильича Ленина»
- Почётное звание «Заслуженный деятель науки и техники РСФСР»
- Орден Дружбы (2000) — за многолетнюю плодотворную работу и большой вклад в укрепление дружбы и сотрудничества между народами[3]
- Медалями различного достоинства ВДНХ

## Источ
- Ежегодник БСЭ, 1964 год
- Акулов Александр Иванович // Официальный сайт МГИУ
- Выпускники МВТУ // Сайт Bmstu.ru
- А. И. Акулову — 85 // Автоматическая сварка, 2011, № 4, с.58.